# Linhultska stiftelsen
Linhultska stiftelsen är en donationsstiftelse med säte i Göteborg. Namnet härrör från köpmannen Sven Linhult och dennes hustru Ellika, född Lundberg, vilka vid 1700-talets slut skänkte sin fastighet i hörnet av Kungsgatan-Korsgatan till förmån för den herrnhutiska Evangeliska Brödraförsamlingen i Göteborg. Stiftelsen äger och förvaltar från 2 maj 2017 även fastigheten Stora Nygatan 1,  tidigare ägd av Göteborgs kyrkliga samfällighet.